# Golden League FIAF 2001
La Golden League FIAF 2001 è stato il massimo livello del campionato italiano di football americano disputato nel 2001. È stata organizzata dalla Federazione Italiana American Football.
Al campionato hanno preso parte 16 squadre, suddivise in 2 gironi secondo un criterio geografico.

## Regular season

### Girone Nord
| Pos. | Squadra            | %V    | G | V | P | PF  | PS  |
| ---- | ------------------ | ----- | - | - | - | --- | --- |
| 1    | Lions Bergamo      | 1.000 | 8 | 8 | 0 | 407 | 36  |
| 2    | Frogs Milano       | .875  | 8 | 7 | 1 | 172 | 90  |
| 3    | Dolphins Ancona    | .750  | 8 | 6 | 2 | 248 | 127 |
| 4    | Giants Bolzano     | .625  | 8 | 5 | 3 | 272 | 198 |
| 5    | Aquile Ferrara     | .625  | 8 | 5 | 3 | 211 | 223 |
| 6    | Falcons Milano     | .500  | 8 | 4 | 4 | 154 | 189 |
| 7    | Hogs Reggio Emilia | .375  | 8 | 3 | 5 | 218 | 244 |
| 8    | Tigers Torino      | .375  | 8 | 3 | 5 | 87  | 234 |
| 9    | Bengals Brescia    | .250  | 8 | 2 | 6 | 159 | 306 |
| 10   | Blacks Torino      | .125  | 8 | 1 | 7 | 118 | 258 |
| 11   | Etruschi Livorno   | .000  | 8 | 0 | 8 | 56  | 197 |

### Girone Sud
| Pos. | Squadra          | %V    | G | V | P | PF  | PS  |
| ---- | ---------------- | ----- | - | - | - | --- | --- |
| 1    | Marines Ostia    | 1.000 | 8 | 8 | 0 | 258 | 18  |
| 2    | Ducks Roma       | .750  | 8 | 6 | 2 | 189 | 87  |
| 3    | Briganti Napoli  | .375  | 8 | 3 | 5 | 130 | 184 |
| 4    | Corsari Palermo  | .375  | 8 | 3 | 5 | 122 | 217 |
| 5    | Seagulls Salerno | .000  | 8 | 0 | 8 | 36  | 229 |

## Playoff
|  | Quarti di finale | Quarti di finale | Quarti di finale |                 |    | Semifinali    | Semifinali | Semifinali |  |  | XXI Superbowl | XXI Superbowl | XXI Superbowl |
|  |                  |                  |                  |                 |    |               |            |            |  |  |               |               |               |
|  | 1n               | Lions Bergamo    | 49               |                 |    |               |            |            |  |  |               |               |               |
|  | 6n               | Falcons Milano   | 0                |                 |    |               |            |            |  |  |               |               |               |
|  | 6n               | Falcons Milano   | 0                |                 |    | Lions Bergamo | 35         |            |  |  |               |               |               |
|  |                  |                  |                  |                 |    | Lions Bergamo | 35         |            |  |  |               |               |               |
|  |                  |                  | Marines Ostia    | 20              |    |               |            |            |  |  |               |               |               |
|  | 1s               | Marines Ostia    | Marines Ostia    | 20              | 34 |               |            |            |  |  |               |               |               |
|  | 1s               | Marines Ostia    |                  |                 | 34 |               |            |            |  |  |               |               |               |
|  | 4n               | Giants Bolzano   | 26               |                 |    |               |            |            |  |  |               |               |               |
|  |                  |                  |                  |                 |    |               |            |            |  |  |               | Lions Bergamo | 30            |
|  |                  |                  |                  | Dolphins Ancona | 24 |               |            |            |  |  |               |               |               |
|  | 2n               | Frogs Milano     | 25               |                 |    |               |            |            |  |  |               |               |               |
|  | 5n               | Aquile Ferrara   | 7                |                 |    |               |            |            |  |  |               |               |               |
|  | 5n               | Aquile Ferrara   | 7                |                 |    | Frogs Milano  | 9          |            |  |  |               |               |               |
|  |                  |                  |                  |                 |    | Frogs Milano  | 9          |            |  |  |               |               |               |
|  |                  |                  | Dolphins Ancona  | 21              |    |               |            |            |  |  |               |               |               |
|  | 3n               | Dolphins Ancona  | Dolphins Ancona  | 21              | 49 |               |            |            |  |  |               |               |               |
|  | 3n               | Dolphins Ancona  |                  |                 | 49 |               |            |            |  |  |               |               |               |
|  | 2s               | Ducks Roma       | 39               |                 |    |               |            |            |  |  |               |               |               |

### XXI Superbowl
Il XXI Superbowl italiano si è disputato il 14 luglio 2001 allo Stadio Europa di Bolzano, ed ha visto i Lions Bergamo superare i Dolphins Ancona per 30 a 24.
Il titolo di MVP della partita è stato assegnato a Matteo Soresini, wide receiver dei Lions..

## Verdetti
- Lions Bergamo campioni d'Italia 2002 e qualificati all'Eurobowl 2002.
- Dolphins Ancona qualificati all'Eurobowl 2002